# 普洛斯凱 (特諾皮爾區)
49°27′45″N 25°16′6″E / 49.46250°N 25.26833°E
普洛斯凱（烏克蘭語：Плоске）是烏克蘭的村落，位於該國西部捷爾諾波爾州，由捷尔诺波尔区負責管轄，始建於1920年，面積0.04平方公里，2021年人口7，人口密度每平方公里736.8人。